# Whiting Bay
Whiting Bay (en gaélique écossais: Eadar Dhà Rubha) est un village situé sur l'île d'Arran, dans le Firth of Clyde, en Écosse. Il se trouve à environ 5 km du village de Lamlash.